# 时立军
时立军（1948年1月—），女，汉族，山西晋城人，中华人民共和国政治人物，曾任山东省政协副主席，山东省人大常委会副主任，第八届全国人大代表。